# Herbert Matter
Herbert Matter (25 de abril, 1907 – 8 de mayo, 1984) fue un fotógrafo y diseñador gráfico suizo conocido por su innovación del uso del fotomontaje en el arte comercial. El innovador y experimental trabajo del diseñador ayudó a reestructurar el vocabulario del diseño gráfico de siglo XX.

## Biografía
Nacido en Engelberg, Suiza, Matter estudió pintura en el Ecole des Beauz-Arts en Ginebra y en la Académie Moderne de París bajo la tutela de Fernand Léger y Amédée Ozenfant. Trabajó con Adolphe Mouron Cassandre, Le Corbusier y Deberny & Peignot. EN 1932, vuelve a Zurich, donde diseñó posters para la Oficina Nacional de Turismo Suizo. Los posters que realizó ganaron aclamación internacional por su uso innovador del fotomontaje combinado con tipografía.
En 1936 se muda a Estados Unidos y empieza a trabajar para el legendario director de arte Alexey Brodovitch. También trabajo para Harper’s Bazaar, Vogue y otras revistas más, En 1940, fotógrafos, entre los cuales estaba incluido Irving Penn, en el estudio de Vogue solían ser contratados para realizar trabajos publicitarios encargado por clientes externos. Al principio este fenómeno era tolerado pero a inicios 1950 se prohibió ya que “ha interferido con nuestros propios intereses y ha sido un inconveniente para nuestras operaciones editoriales”. En respuesta Matter y tres fotógrafos más Serge Balkin, Constantin Joffé y Greoffrey Baker se fueron y fundaron Studio Enterprises Inc. En el antiguo estudio de House & Garden.
De 1946 a 1966 Matter fue consultor de diseño con Knoll Associates. Trabajó cerca con Charles y Ray Eames. De 1952 a 1976 fue profesor de fotografía en la universidad de Yale y de 1958 a 1968 fue consultor de diseño para el museo Solomon R. Guggenheim de Nueva York y para el museo Fine Arts en Houston. Fue elegido para el salón de la fama del club de directores de arte de Nueva York en 1977. En 1980 recibió una beca Guggenheim y una medalla AIGA en 1983.
Como fotógrafo, Matter fue elegiado por su forma tan pura de visualizar. Un maestro técnico, uso cada método disponible para conseguir si visión de luz, forma y textura. Manipulación de los negativos, retoques, recorte ampliación y dibujos ligeros son algunas de las técnicas que uso para conseguir la forma fresca que busco en us naturalezas muertas, sus desnudos y sus retratos. Como director de cine, dirigió dos películas: “sculptures and constructions” en 1944 y “Works of Calder” para el museo de arte moderno en 1950.
Amigos intimos de matter y su mujer, Mercedes, era los pintores Jackson Pollock, Willem de Kooning, el fotógrafo suizo Robert Frank y Alberto Giacometti. La mujer de Matter era hija de el pintor modernista americano Arthur Beecher Carles y fue ella la principal fundadora de New York Studio School.
“La ausencia de pomposidad era característica de este hombre”, dijo otro diseñador, Paul Rand, sobre Matter. Su vida creativa estaba avocada a narrar el espacio vacio entre lo muy nombrado bellas artes y artes aplicadas. Matter murió el 8 de mayo de 1984 en Shouthampton, Nueva York.